# Torture
Torture (укр. Тортури) — дванадцятий музичний альбом гурту Cannibal Corpse. Виданий 13 березня 2012 року лейблом Metal Blade Records. Японське видання включає 2 бонусних пісні.

## Список пісень
1. «Demented Aggression» 03:14
2. «Sarcophagic Frenzy» 03:42
3. «Scourge of Iron» 04:44
4. «Encased in Concrete» 03:13
5. «As Deep As the Knife Will Go» 03:25
6. «Intestinal Crank» 03:54
7. «Followed Home then Killed» 03:36
8. «The Strangulation Chair» 04:09
9. «Caged…Contorted» 03:53
10. «Crucifier Avenged» 03:46
11. «Rabid» 03:04
12. «Torn Through» 03:11